# Trapped!
Trapped! je šesti studijski album njemačkog heavy metal-sastava Rage. Diskografska kuća Noise Records objavila ga je 1. travnja 1992.

## Popis pjesama
| 1.    | »Shame on You«                     | 4:52 |
| 2.    | »Solitary Man«                     | 3:36 |
| 3.    | »Enough Is Enough«                 | 6:42 |
| 4.    | »Medicine«                         | 3:43 |
| 5.    | »Questions«                        | 3:55 |
| 6.    | »Take Me to the Water«             | 6:01 |
| 7.    | »Power and Greed«                  | 4:25 |
| 8.    | »The Body Talks«                   | 4:34 |
| 9.    | »Not Forever«                      | 3:36 |
| 10.   | »Beyond the Wall of Sleep«         | 4:04 |
| 11.   | »Baby, I'm Your Nightmare«         | 5:22 |
| 12.   | »Fast as a Shark« (obrada Accepta) | 3:03 |
| 13.   | »Difference«                       | 4:57 |
| 58:50 |                                    |      |

## Zasluge
- Peter "Peavy" Wagner – vokali, bas-gitara, produkcija
- Manni Schmidt – gitara
- Chris Efthimiadis – bubnjevi

Ostalo osoblje
- Volker Beushausen – fotografije
- Marisa Jacobi – grafički dizajn
- Sven Conquest – produkcija, inženjer zvuka
- Tom Morris – miks
- Mike Fuller – mastering
- Andreas Marschall – naslovnica albuma